# 思囊日安抚司
思囊日安抚司是明朝四川的一個土司，隸屬於松潘等处军民指挥使司，治所位於現今的四川松潘縣南鎮江關。思囊日安抚司於明英宗正统十一年（1446年）設置，朝廷任命思曩日族首领阿思观为首任安抚使，職務可以世襲。